# 急進市民同盟
急進市民同盟（きゅうしんしみんどうめい、西: Unión Cívica Radical、略称:UCR）は、アルゼンチンの政党である（以下、急進党）。
これまでに6人（分派勢力出身者を含めると8人）の大統領と2人の首相を輩出している。
マウリシオ・マクリ前連立政権の与党第一党（国会内の保有議席では政権党「共和国の提案」を上回る為）であり、2015年12月の政権発足時には、全大臣ポスト（首相を含む21名）中、防衛・通信・農業・観光の4ポストが党に割り当てられた。

## 概説
2001年の与党陥落とその後の党勢弱体化までは、正義党（ペロン党）と共に、アルゼンチンにおける二大政党制を担っていた。1891年6月26日結成。当時の国民自治党（Partido Autonomista Nacional）政権に反対し、反政府暴動にも関与していたとされる。
1916年、急進党総裁のイポリト・イリゴージェンが大統領になるが、資本家勢力と軍部への妥協を余儀なくされ、労働運動を度々弾圧した。1922年には党総裁のマルセーロ・アルベアールが大統領に就任(同党出身者としては2人目)。1928年、イリゴージェンが大統領職に復帰。
上記の事情により、労働者階級の支持を失い、1943年頃より、これの受け皿となったペロン主義(後の正義党)の台頭が顕著となる。
ペロンの独裁的な治世に反対する中間層の主張を代弁する勢力としての活動は続き、1955年のペロン政権崩壊後は、フロンディシ、ホセ・マリア・ギド、アルトゥーロ・ウンベルト・イリアらを大統領として輩出する(但し、ペロン主義勢力と部分的に妥協・野合した時期もあり)。
他方、対峙関係にあった正義党同様、常に軍部からの強い圧力にさらされ、1966年には軍事クーデターで政権の座を追われている。1973年の選挙で大統領職への3度目の復帰を果たすも、僅か1年足らずで病没した夫(フアン・ペロン)に代わり、職を引き継いだイサベル夫人は、世界初の女性大統領として注目を集めたものの、政治家としての才覚は皆無で、政経両面で国は未曾有の混乱に陥った。この状況に乗じる形で、1976年3月24日は再びクーデターが勃発。軍部主導の独裁的な政権は、1982年のフォークランド紛争(島の領有を現在も主張しているアルゼンチン国内ではマルビナス戦争と呼ばれている)でのアルゼンチンの敗北まで続く。
1983年の民主化後初めて実施された大統領選挙では急進党が正義党を制し、党総裁のラウル・アルフォンシンが大統領に就任する。人権弾圧に関わった軍幹部らの処罰と国民的な和解を推進し、1982年以降年率で1千％に迫る勢いで加速していた激しいインフレーションの抑制(アウストラル計画)など、山積していた問題の解決に尽力した。しかし、政権後期にはインフレが再燃、全国で商店を狙った生活困窮者らによる略奪行為が頻発する。一連の混乱の責任を取る形でアルフォンシンは予定されていた任期を約半年短縮する形で退陣した(1989年)。政権を引き継いだ正義党のカルロス・メネムは、自由主義的な経済運営により、低インフレと高成長の両立を実現したが、末期は財政規律が緩み、景気も後退した。
生活環境の悪化を嫌気した有権者の支持は再び急進党に集まり、フェルナンド・デ・ラ・ルア総裁が大統領選を制する(1999年12月10日)が、ルア政権下でも改善の兆候は見られず、2001年11月の債務不履行で、旧メネム政権時代より続いていた通貨ペソとアメリカ合衆国ドルの交換レートを1対1で固定するペッグ制度は終焉を迎える。同年12月20日に職を辞したルアに代わり、正義党のアドルフォ・ロドリゲス・サアが暫定大統領に就任した事で、急進党は政権の座から陥落する( - 2015年11月)。
経済構造の変化に伴う富の二極化(貧富の差の増大)で、支持母体であった中間層の瓦解が進んだ結果、急進党の上下両院(上院72人＋下院257人＝計329人)での保有議席は、2015年10月25日(大統領選と同日)に実施された議会選挙(上院24議席と下院130議席を改選)でも、上院では単独で過半数を制し、比較第一党の座を維持した正義党左派(36＋72＝109)の1/2弱(11＋40＝51)と、退潮傾向が続いている。
政権発足時は、連立政権に参加している他の2党及び急進党系の地域政党が獲得した議席を合算しても、上下両院で与党が過半数を大きく割り込む(18＋88＝104)など、議会運営の混乱が危惧されていたが、旧メネム政権時代の自由主義路線の流れを踏襲する正義党右派(3＋37＝40)らの閣外協力を得る事で下院に限り多数派の形成に成功した。
下院議長は政権党会派の下院議員からの選出となり、上院議長も現職の副大統領(政権党)が兼務する。この規定により、両院の副議長ポストは政権党(共和国の提案)以外の上位3会派(正義党左派・急進党・正義党右派)に割り当てられた(2015年10月 - )。
政権から陥落した2001年以降に実施された正副大統領選挙での急進党系統一候補の得票順位(得票率)は、左右に分裂した正義党系候補2組が決選投票へ進んだ2003年(第1回投票)が第6位(2.3％)、2人の女性候補(前大統領のクリスティーナ・キルチネルと社会党系統一候補のエリサ・カルリオー)による事実上の一騎討ちとなった2007年の選挙では第3位(16％)、故ラウル・アルフォンシン元大統領の三男リカルド・アルフォンシンが急進党系統一候補として出馬した2011年の選挙でも第3位(11％)に留まるなど、過去2回の大統領選挙で正義党に次ぐ得票を獲得した社会党系の政党連合とは対照的に、政界の勢力図を正義党と二分していた急進党の大政党としての面影は薄れつつある。
2015年の大統領選挙に際しては、独自候補の擁立は断念し保守系の「共和国の提案」（Propuesta Republicana, PRO）及びリベラル系の「市民連合」（Coalición Cívica, CC）と共に、野党3党(当時)による統一戦線「変革」(Cambiemos) を結成。PRO 出身のマウリシオ・マクリ（当時のブエノス・アイレス市長）を支持したが、直前に戦線内で行われた候補者指名選挙（3党からそれぞれ1組ずつ）でのエルネスト・サンス急進党総裁（当時）の得票率は、実業家、そしてサッカー球団の元会長として、圧倒的な知名度を誇るマクリの1割弱に留まった。
10月25日に実施された1回目の投票では、当初優勢と目されていた与党正義党(当時)の統一候補ダニエル・シオリが得票率36％と伸び悩み、過半数を獲得した候補者が現れなかった為、決着は首位のシオリ・次点のマクリ（34％）両候補による決選投票（11月22日）に持ち越され、2回目の投票でマクリが大統領に選出された。この結果により急進党は14年ぶりの与党復帰を果たす(党から正副大統領を出さない形では初)。
2015年12月4日を以ってサンスは党の総裁を退任、ホセ・マヌエル・コルラルと交代した。

## 分派を含む急進党出身の大統領
急進市民同盟（Unión Cívica Radical）
- マルセーロ・アルベアール　Marcelo Torcuato de Alvear　（任期:1922年10月12日 - 1928年10月12日）
- イポリト・イリゴージェン　Hipólito Yrigoyen　（任期:1916年10月12日 - 1922年10月12日、1928年10月12日 - 1930年11月6日）
- アルトゥーロ・フロンディシ（英語版）　Arturo Frondizi　（任期:1958年5月1日 - 1962年3月29日）
- アルトゥーロ・ウンベルト・イリア（英語版）　Arturo Umberto Illia　（任期:1963年10月12日 - 1966年6月28日）
- ラウル・アルフォンシン　Raúl Alfonsín　（任期:1983年12月10日 - 1989年7月8日）
- フェルナンド・デ・ラ・ルア　Fernando de la Rúa　（任期:1999年12月10日 - 2001年12月20日 ）

急進市民同盟反独裁主義派（Unión Cívica Radical Antipersonalista）
- ロベルト・マルセリーノ・オルティス　Roberto Marcelino Ortiz　（任期:1938年2月20日 - 1942年6月27日）

急進市民同盟非妥協派（Unión Cívica Radical Intransigente）
- ホセ・マリア・ギド　José María Guido　（任期:1962年3月29日） - 1963年10月12日）

## 首相(ルア政権期)
- ロドルフォ・テルラーニョ  Rodolfo Terragno 　(1999年12月10日 - 2000年10月6日）
- クリスティアン・コロンボ Chrystian Colombo  (2000年10月6日 - 2001年12月20日)